# ジョディ・スウィーティン
ジョディ・スウィーティン（Jodie Lee Ann Sweetin, 1982年1月19日 - ）は、アメリカ合衆国の女優。ABCのシットコム『フルハウス』および同作のスピンオフであるNetflixのシットコム『フラーハウス』のステファニー・タナー役で知られる。
カリフォルニア州ロサンゼルス出身。身長168cm。兄弟はいない。

## 経歴
1986年、ホットドッグのCMでデビュー。1987年から1995年まで放送された、アメリカのシチュエーション・コメディ『フルハウス』は、オーディション無しでステファニー・タナー役に抜擢された。1995年までの8年間ステファニー・タナーを演じ、その後も数多くの番組にゲスト出演している。『フルハウス』のプロデューサーであるジェフ・フランクリンも彼女の演技力、飲み込みのよさ、女優としての心意気は大絶賛している。

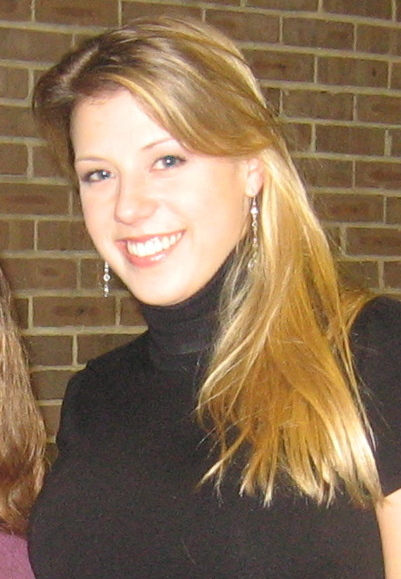
2007年のジョディ

2006年7月には、アメリカのテレビ番組『Pants-Off Dance-Off』の司会者となった。2007年には、『フルハウス』で父親のダニー・タナーを演じたボブ・サゲット監督の映画『童貞ペンギン』に声優として出演している。2016年よりNetflixで配信が始まった『フラーハウス』に、『フルハウス』と同じステファニー・タナー役で出演している。
『フラーハウス』終了後の現在はTV映画を中心に多くの作品で主演として参加。
2023年からは『フルハウス』『フラーハウス』の共演者、アンドリア・バーバー（キミー役）と共同でポッドキャスト番組『How Rude, Tanneritos!』のホストを務める。

## 私生活
カリフォルニア州チャップマン大学の卒業。高校時代は、同じ学校に通っていたマシュー・モリソンと一緒に劇場でミュージカルを演じていた。
ジョディは20歳でロサンゼルス市警察に勤務する男性と結婚した。しかし、2005年にスウィーティンの薬物中毒が発覚し（後述）、夫はこれが警察官の地位を危うくしたとして離婚を申し立て、2006年に離婚が成立した。
2007年7月14日、スウィーティンは俳優のコーディ・ハーピン（Cody Herpin）と再婚した。2007年9月13日、妊娠を発表した。2008年4月12日、第1子の女児を出産。しかし、働かない夫に嫌気がさしたため、離婚申請し、2010年に離婚が成立した。
2010年5月、DJのモーティ・コイルの子を妊娠したと発表し、同年8月31日に第2子の女児を出産した。2011年、29歳の誕生日にコイルのプロポーズを受け、婚約に至り、結婚するがその後1年3か月で別居をし、離婚を申請。
2016年1月、2年の交際を経てジャスティン・ホダックとの婚約を発表。9月にモーティとの離婚が成立。2017年3月下旬、ホダックと破局した。

### 薬物中毒
2005年、パーティで倒れて緊急入院したことで薬物依存が発覚した。『フルハウス』で共演したジョン・ステイモス、ボブ・サゲット、オルセン姉妹らの激励もあって、リハビリ施設に入所し、6週間の集中治療を受け、同年3月には依存症を克服した。米ABCテレビ「Good Morning America」のインタビューに出演した際、2004年に解雇による喪失感などからメタンフェタミン（覚醒剤）依存症となり、毎日常用していたことを告白。その中で「夫や家族、友人は私が依存症であることは知らなかった。」と話した。
併せてこの頃から断酒もしている。2015年にジョン・ステイモスが飲酒運転で検挙された際にもサポートしており、このおかげで酒を断つことができたとステイモスが語っている。

### 交友関係
『フルハウス』終了から15年以上経過した現在でも共演者との親交が深く、非常に大きな存在である。ABCのインタビューでは「本当の家族のように、一緒に笑い、一緒に遊ぶなど今でもお互いを愛し合っている。」と話した。依存症克服には同作のタナー家の存在が大きかったという。スウィーティンの結婚式には『フルハウス』の関係者が多く出席し、長女のD.J.役を演じていたキャンディス・キャメロン・ブレの娘（ナターシャ）がフラワーガールを務めた。
スウィーティンは、自身が出演した『フルハウス』をフルで観たことがないと語っており、2006年にABCテレビのインタビューの中で「世界中の多くの人々が、5歳から13歳までの自分の成長を見ていることは、少し奇妙な感じがする」と語った。家にテレビはなく、娘がタブレットで見ている際に部分的に観るだけであると明かしている
D.J.役のキャンディスとは2022年以降度々不仲説が取り沙汰されるようになっている。キャンディスがアメリカのケーブルテレビのネットワークの一つ、グレイト・アメリカン・ファミリーのCCOを務めることになった際、同ネットワークでは『伝統的な結婚だけを取り扱う』と発言したことで反LGBTQ的だと炎上した際、キャンディスの発言に異議を唱えたジョジョ・シワのインスタグラムでの投稿にジョディが「私はあなたのことを愛してるって知ってるでしょ？」とコメント。その後、キャンディスはジョディのインスタグラムのアカウントへのフォローを解除した。2023年にはジョディの主演映画『クラフト・ミー・ア・ロマンス』がグレイト・アメリカン・ファミリーに売却されたことについてジョディが『ガッカリした。でも私はLGBTQの家族たちを支援し続けるために、この映画から生み出された収益はLGBTQの組織に寄付するわ』とコメントしている。2024年のパリオリンピックの開会式でレオナルド・ダ・ヴィンチの『最後の晩餐』をドラァグクイーンやトランスジェンダーのモデル達がパロディ化した演出についてキャンディスが「気持ち悪い、不快だ」とコメントした際にもインスタグラムのストーリーにて同演出を擁護するようなコメントを出し、再び二人の不仲説が取り沙汰された。

## 主な出演作品
| 公開年    | 邦題 原題                                                         | 役名                     | 備考              |
| --------- | ----------------------------------------------------------------- | ------------------------ | ----------------- |
| 1987–1995 | フルハウス Full House                                             | ステファニー・タナー     | 192エピソード出演 |
| 1996      | ローマン・ブラザーズ Brotherly Love                               | リディア                 | 1エピソード出演   |
| 1999      | サンフランシスコの空の下 Party of Five                            | リアノン                 | 2エピソード出演   |
| 2004      | Switched Up                                                       |                          |                   |
| 2006      | Pants-Off Dance-Off                                               |                          | 第2シーズンの司会 |
| 2006      | 童貞ペンギン Farce of the Penguins                                |                          | 声の出演          |
| 2011      | Can't Get Arrested                                                | ジョディ                 | 5エピソード出演   |
| 2015      | ミッキー誕生前のウォルト WALT BEFORE MICKEY                       | シャーロット・ディズニー |                   |
| 2016-2020 | フラーハウス Fuller House                                         | ステファニー・タナー     | 75エピソード出演  |
| 2017-2018 | ハリウッド・ダーリン Hollywood Darlings                           | 本人役                   | 16エピソード出演  |
| 2018      | マイ・パーフェクト・ロマンス My Perfect Romance"                  |                          |                   |
| 2023      | ザ・ジェーン・ミステリーズ The Jane Mysteries: Inheritance Lost   | ジェーン・ダ・シルヴァ   | TV映画・主演      |
| 2023      | クラフト・ミー・ア・ロマンス Craft Me a Romance                   | ニコール・ボーデン       | TV映画・主演      |
| 2024      | エアレス・アンド・ザ・ハンディーマン The Heiress and the Handyman | ジューン・ウィルトシャー | TV映画・主演      |